# 金阳县
金阳县（羅馬化：te nzy xiep）是中国四川省凉山彝族自治州所辖的一个县。总面积1587平方公里，2020年11月1日常住人口170063人（第七次人口普查）。
全称“阿伙金阳”（羅馬化：Axhuo Tenzy），为彝族阿伙支系（又称金阳彝族）的聚居地，有其独特的语言、文化风俗。

## 行政区划
金阳县辖9个镇，6个乡：
天地坝镇、派来镇、芦稿镇、对坪镇、南瓦镇、百草坡镇、洛觉镇、德溪镇、丙底镇、热水河乡、甲依乡、基觉乡、小银木乡、青松乡和山江乡。

## 交通
- 353国道过境。

## 特产
金阳青花椒、金阳白魔芋、金阳丝毛鸡：中国地理标志产品。